# Canal de la presqu'île de la Vistule
Le canal de la presqu'île de la Vistule (en polonais : Kanał żeglugowy na Mierzei Wiślanej) ou canal de la Vistule est un canal de Pologne reliant la baie de Gdańsk à la lagune de la Vistule en traversant la presqu'île de la Vistule.
Proposée en 2017 et inaugurée le 17 septembre 2022, cette infrastructure doit permettre au port d'Elbląg d'accueillir des navires de plus fort tonnage en abandonnant le passage par le détroit de Baltiïsk, situé plus au nord et contrôlé par la Russie.

## Projet
Le canal est long de 1 300 mètres et profond de 5 mètres. Il peut ainsi accueillir des navires longs de 100 mètres et larges de 20 mètres au gabarit « Grand Rhénan (Va) ». Il relie la baie de Gdańsk, en mer Baltique, et le port d'Elbląg via la presqu'île de la Vistule sans passer par le détroit de Baltiïsk, situé en territoire russe,.
Il comprend un système d'écluses, de ponts mobiles et une île artificielle.

## Historique
Le projet de canal est annoncé en octobre 2017 par le ministre de l'Économie maritime Marek Gróbarczyk, lors d'une rencontre avec des élus de la région pour un coût de 210 millions d'euros. La construction est confirmée en août 2018 par le président du Conseil Mateusz Morawiecki lors d'une visite à Elbląg.
Les premiers aménagements, qui consistent en l'abattage de 10 000 arbres sur le futur tracé du canal sont réalisés en février 2019. En mars 2019, l'Union européenne demande aux autorités polonaises de surseoir à la poursuite des travaux, le temps d'étudier la conformité du projet à la réglementation européenne après avoir demandé en vain deux mois plus tôt une analyse précise sur les impacts environnementaux du futur canal. Le ministre Marek Gróbarczyk affirme cependant que l'UE a confirmé la nécessité de poursuivre le projet, une interprétation que les autorités européennes ne valident pas,. La mise en œuvre du projet est confiée, huit mois plus tard, à un consortium belgo-polonais entre BESIX et NDI, pour un montant réévalué de 229 millions d'euros.
Le canal est inauguré le 17 septembre 2022,.

## Controverses

### Avec la Russie
La Russie accuse la Pologne de militariser la lagune car le canal peut laisser passer des navires de guerre.
La Russie possède cependant elle-même des ports militaires sur la lagune de la Vistule (Baltiysk, Kaliningrad) ainsi qu'un accès à la Baltique qui permet le passage de navires de guerre russes depuis le rattachement de l'oblast de Kaliningrad à la Russie en 1946. La militarisation de la lagune est donc effective depuis 1946.

### Écologiques
La construction du canal nécessite l'abattage de plusieurs milliers d'arbres, réalisé en seulement cinq jours au mois de février 2019, sur une zone classée Natura 2000. Des inquiétudes sont également soulevées quant à l'évolution de la salinité de la lagune avec cette nouvelle ouverture vers la mer.
En mars 2019, l'Union européenne demande aux autorités polonaises de surseoir à la poursuite des travaux, le temps d'étudier la conformité du projet à la réglementation européenne et ses possibles impacts sur l'environnement. Le ministre Marek Gróbarczyk affirme cependant que l'UE a confirmé la nécessité de poursuivre le projet, une interprétation que les autorités européennes ne valident pas.

### Économiques
Le coût du canal est de plus de 200 millions d'euros, mais sa rentabilité n'est pas garantie car il ne pourra pas accueillir tous les navires de fort tonnage. De plus, la hausse prévue du trafic maritime contraint à d'importants investissements pour la modernisation et l'agrandissement du port d'Elbląg.